# 達拉斯縣 (阿拉巴馬州)
達拉斯縣（英語：Dallas County）是位於美国亚拉巴马州中西部的一個縣，面積2,573平方公里，根據2020年美國人口普查，共有人口38,462人。縣治塞爾瑪（Selma）。該縣成立於1819年2月9日。縣名紀念詹姆斯·麥迪遜總統任命的美国财政部长亚历山大·J·达拉斯。